# Turystyka uzdrowiskowa
Turystyka uzdrowiskowa – świadome i dobrowolne udanie się na pewien okres do miejscowości posiadającej status uzdrowiska w czasie wolnym od pracy, mając na celu utrzymanie lub polepszanie obecnego stanu zdrowia przez wypoczynek fizyczny i psychiczny z wykorzystaniem balneoterapii (czyli metod korzystania z wód leczniczych i peloidów oraz z warunków klimatycznych w celach leczniczych i profilaktycznych) oraz przez oderwanie się od szkodliwych wpływów otoczenia stałego pobytu i niehigienicznego trybu życia .
Turystyka uzdrowiskowa (lecznicza) jest również definiowana jako wyjazdy wypoczynkowe do uzdrowisk, gdzie wykorzystuje się do regeneracji organizmu czynniki naturalne, takie jak woda, klimat itp. W literaturze można również spotkać termin turystyka uzdrowiskowa, jako ogólne określenie turystyki realizującej funkcję zdrowotną w uzdrowisku.
Turystyka uzdrowiskowa zawiera się w turystyce zdrowotnej. Rozróżnienie między turystyką zdrowotną i uzdrowiskową jest konieczne m.in. ze względu na możliwość uprawiania turystyki zdrowotnej nie tylko w miejscowościach posiadających status uzdrowiska, ale również tych, które pozwalają na efektywną realizację funkcji zdrowotnej . Mogą to zatem być miejscowości o potwierdzonych (przez ministra właściwego ds. środowiska) korzystnych właściwościach klimatycznych, walorach krajobrazowych oraz warunkach umożliwiających pobyt w celach zdrowotnych.
Cechy turystyki uzdrowiskowej:
- znikoma sezonowość pobytów;
- krajowy charakter wyjazdów.